# Murray-Inseln
Die Murray-Inseln sind eine kleine zu Australien gehörige Inselgruppe im Archipel der Torres-Strait-Inseln. Sie liegt ganz im Osten der Meerespassage (Torres Strait) zwischen der Nordspitze von Australien und Papua-Neuguinea und grenzt südöstlich an das Great Barrier Reef.

## Tabelle der Inseln
Die Gruppe besteht aus drei Inseln vulkanischen Ursprungs:
| Insel         | Alias | Lage      | Fläche km² | Einwohner | Geokoordinaten        |
| ------------- | ----- | --------- | ---------- | --------- | --------------------- |
| Murray Island | Mer   | Nordosten | 4,29       | 453       | 09° 55′ S, 144° 04′ O |
| Dowar Island  | Dauar | Südwesten | 0,37       | unbewohnt | 09° 57′ S, 144° 02′ O |
| Wyer Island   | Waier | Süden     | 0,22       | unbewohnt | 09° 57′ S, 144° 03′ O |

Verwaltungstechnisch zählt die Inselgruppe zu den Eastern Islands, der östlichsten Inselregion im Verwaltungsbezirk Torres Shire von Queensland. Nach der Volkszählung im Jahre 2016 hatte die einzige, bewohnte Insel Murray Island 453 Einwohner, verglichen zu 365 im Jahr 2011.